# Sederholmita
La sederholmita és un mineral de la classe dels sulfurs, que pertany al grup de la niquelina. Rep el nom en honor de Jakob Johannes Sederholm (Hèlsinki, Finlàndia, 20 de juliol de 1863 - 26 de juny de 1934), director de l'Estudi Geològic de Finlàndia.

## Característiques
La sederholmita és un sulfur de fórmula química beta-NiSe. Cristal·litza en el sistema hexagonal. La seva duresa a l'escala de Mohs es troba entre 2,5 i 3.
Segons la classificació de Nickel-Strunz, la sederholmita pertany a «02.C - Sulfurs metàl·lics, M:S = 1:1 (i similars), amb Ni, Fe, Co, PGE, etc.» juntament amb els següents minerals: achavalita, breithauptita, freboldita, kotulskita, langisita, niquelina, sobolevskita, stumpflita, sudburyita, jaipurita, zlatogorita, pirrotina, smythita, troilita, cherepanovita, modderita, rutenarsenita, westerveldita, mil·lerita, mäkinenita, mackinawita, hexatestibiopanickelita, vavřínita, braggita, cooperita i vysotskita.

## Formació i jaciments
Va ser descoberta a la vall del riu Kitka, a prop de la localitat de Kuusamo, a Ostrobòtnia del Nord (Finlàndia). Es tracta de l'únic indret de tot el planeta on ha estat descrita aquesta espècie mineral.